# Incognito (альбом Селин Дион)
Incognito — восьмой франкоязычный студийный альбом канадской певицы Селин Дион и ее первый альбом на крупном лейбле. Он был выпущен на лейбле CBS Records 2 апреля 1987 года в Квебеке, Канада. В альбом вошли восемь песен, спродюсированных Жаном Русселем, Альдо Новой и Пьером Базине. Все шесть песен, изданных в качестве синглов в Квебеке, вошли в пятерку лучших в чарте Quebec Airplay Chart, а четыре из них добрались до вершины списка: «Incognito», «Lolita (trop jeune pour aimer)», «Comme un cœur froid» и «D’abord, c’est quoi l’amour». Incognito стал дважды платиновым в Канаде, а по всему миру было продано более 500 000 копий. Альбом возглавлял чарт Квебека в течение пяти недель.

## Предыстория
Incognito положил начало новому облику Дион, новому звучанию, новой команде авторов и продюсеров и был выпущен новой звукозаписывающей компанией CBS Records. Альбом был издан в Квебеке, Канада, в апреле 1987 года и включал песни, спродюсированные Жаном Русселем, Альдо Новой и Пьером Базине. Тексты написали Люк Пламондон, Иза Миноке и Эдди Марне, а в качестве композиторов выступили Жан-Ален Руссель, Альдо Нова, Даниэль Лавуа, Роберт Лафон и Стивен Трейси. Альбом также содержит кавер на французском языке на песню Элизабет Дэйли «Love in the Shadows» под названием «Délivre-moi».
В сентябре 1988 года во Франции был выпущен Incognito с другим треклистом. Вместо «Partout je te vois» и «Délivre-moi» в него вошли победившая на Евровидении 1988 года песня «Ne partez pas sans moi» и написанная Жан-Пьером Ферланом «Ma chambre» (сторона «Б» синглов с Incognito). В октябре 1992 года Incognito' был выпущен во Франции с оригинальным треклистом, а в августе 1995 года альбом стал доступен в различных странах мира.

## Синглы
Первый сингл «On traverse un miroir» вошёл в чарт Quebec Airplay Chart 25 апреля 1987 года и достиг второй позиции. Второй сингл «Incognito» дебютировал в этом чарте 6 июня 1987 года и возглавлял его шесть недель. Следующий сингл «Lolita (trop jeune pour aimer)» вошёл в чарт Quebec Airplay Chart 3 октября 1987 года и провёл на вершине списка две недели.
Четвертый сингл «Comme un cœur froid» дебютировал в чарте 6 февраля 1988 года и также возглавлял его в течение двух недель. Пятый сингл «Délivre-moi» вошел в чарт Quebec Airplay Chart 18 июня 1988 года и достиг четвертой позиции. Последний канадский сингл «D’abord, c’est quoi l’amour» дебютировал в чарте Квебека 17 октября 1988 года и стал четвертым синглом с Incognito под номером один, проведя на вершине две недели. «Jours de fièvre» был выпущен как сингл в Дании в сентябре 1988 года.

## Продвижение
2 апреля 1987 года Дион выступила на специальном шоу, организованном в честь выпуска Incognito в клубе L'Esprit в Монреале, Канада. 7 апреля 1987 года она появилась в телешоу Montréal en direct, которое транслировалось в прямом эфире Télé-Metropole, где исполнила «On traverse un miroir», «Lolita (trop jeune pour aimer)» и «Incognito». 27 сентября 1987 года на Radio-Canada вышел в эфир специальный телевизионный выпуск Spécial Incognito. В него вошли клип на «Incognito», исполнение песен с альбома («Partout je te vois», «Lolita (trop jeune pour aimer)», «Délivre-moi», «On traverse un miroir», «Jours de fièvre», «Comme un cœur froid») и три кавера («My Heart Belongs to Daddy», «Chattanooga Choo Choo» и «Seulement qu’une aventure»). 2 ноября 1987 года Дион исполнила англоязычную версию «Partout je te vois» под названием «Have a Heart» на церемонии вручения наград Джуно. В 1987 году она также исполнила «Incognito» и «On traverse un miroir» на Ad lib (TVA), «Ma chambre» на Ferland/Nadeau (Télé-Metropole), «Partout je te vois», «The Greatest Love of All» и «Encore et encore» в дуэте с Фрэнсисом Кабрелем) на Station Soleil (Radio-Québec) и «Comme un cœur froid» на Montréal en direct.
15 февраля 1988 года Дион спела «Incognito», «Comme un cœur froid» и «Memory» на Téléfun (TQS). 1 июля 1988 года она исполнила «Comme un cœur froid» и «Can't We Try» (дуэт с Дэном Хиллом) на канале Joyeux Millions Canada на канале TVA. В сентябре 1988 года Дион спела «D’abord, c’est quoi l’amour» на Laser 33-45 (Radio-Canada). Другие телевизионные выступления 1988 года включали «Ma chambre», «Summertime» и «D’abord, c’est quoi l’amour» на Ad lib. Позже, в 1989 году, Дион также исполнила «Lolita (trop jeune pour aimer)» и «D’amour ou d’amitié» на Ad lib и «Délivre-moi» на Ferland/Nadeau. Кроме того, она отправилась на турне Incognito и дала семьдесят пять выступлений в Квебеке в период с января по декабрь 1988 года.

## Реакция критики и коммерческий успех
На сайте AllMusic альбом имеет рейтинг три звезды (из пяти).
23 ноября 1987 года Incognito получил золотой сертификат Канадской ассоциации звукозаписывающих компаний (CRIA) за продажу 50 000 копий. 16 сентября 1988 года он получил платиновый статус в Канаде за продажу 100 000 экземпляров. Позже, 31 января 1996 года, альбом стал дважды платиновым с продажами более 200 000 копий. Он вошел в хит-парад Квебека в апреле 1987 года и возглавлял его в течение пяти недель, проведя в чарте в общей сложности 91 неделю. В Валлонии (Бельгия), Incognito вошёл в чарт Ultratop 200 Albums в 1995 году благодаря успеху D’eux и достиг шестьдесят пятой позиции 11 ноября 1995 года. По всему миру было продано более 500 000 копий Incognito.

## Признание
В 1987 году Дион была номинирована на премию «Феликс» как «Вокалистка года», а Incognito получил номинацию в категории «Поп-альбом года». Жан Руссель получил премию «Феликс» за аранжировку «Comme un cœur froid» и был номинирован на две другие премии за продюсирование и звуковой дизайн Incognito. В 1988 году Дион получила премию Феликс как «Вокалистка года», а «Incognito» победила в категории «Самая популярная песня года». Благодаря турне Incognito Дион также получила премию «Феликс» за «Лучшее сценическое выступление года» и была номинирована в категории «Шоу года». За Incognito Tournée также получил премию «Феликс» Жан Биссоннет как «Режиссёр-постановщик года», а Пьер Лабонте и Мишель Мерфи были номинированы в категориях «Художник-постановщик года» и «Художник по свету года» соответственно.
Дион также была номинирована на премию «Джуно» в категории «Самая многообещающая вокалистка года» в 1987 году и «Вокалистка года» в 1989 году. Кроме того, она получила три номинации франко-канадской телевизионной премии MetroStar Awards в 1987 году («Вокалистка года», «Молодой артист года», «Женская личность года») и четыре в 1988 году («Вокалистка года», «Молодой артист года», «Женская личность года», «Приз жюри»), одержав победу в категории «Молодой артист года» в 1988 году. Телевизионный специальный выпуск Дион под названием Spécial Incognito был номинирован на шесть премий «Жемо» в 1988 году и получил две награды за лучшую операторскую работу и лучшее освещение. Среди других номинаций — «Лучшая режиссура», «Лучший художник-постановщик», «Лучший дизайн костюмов» и «Лучший грим/прически».

## Список композиций
| №                   | Название                         | Автор(ы)                                  | Продюсер(ы)         | Длительность |
| ------------------- | -------------------------------- | ----------------------------------------- | ------------------- | ------------ |
| 1.                  | «Incognito»                      | Люк Пламондон Жан-Ален Руссель            | Руссель             | 4:39         |
| 2.                  | «Lolita (trop jeune pour aimer)» | Пламондон Даниэль Лавуа                   | Руссель             | 4:19         |
| 3.                  | «On traverse un miroir»          | Иза Миноке Робер Лафонд                   | Альдо Нова          | 4:40         |
| 4.                  | «Partout je te vois»             | Эдди Марне Нова                           | Нова                | 4:09         |
| 5.                  | «Jours de fièvre»                | Марне Руссель                             | Руссель             | 5:12         |
| 6.                  | «D’abord, c’est quoi l’amour»    | Марне Стивен Трейси                       | Нова                | 4:23         |
| 7.                  | «Délivre-moi»                    | Марне Элизабет Дэйли Гарольд Фальтермейер | Пьер Базине         | 4:19         |
| 8.                  | «Comme un cœur froid»            | Марне Руссель                             | Руссель             | 5:12         |
| Общая длительность: | Общая длительность:              | Общая длительность:                       | Общая длительность: | 36:53        |

| №                   | Название                         | Автор(ы)                         | Продюсер(ы)               | Длительность |
| ------------------- | -------------------------------- | -------------------------------- | ------------------------- | ------------ |
| 1.                  | «Incognito»                      | Пламондон Руссель                | Руссель                   | 4:37         |
| 2.                  | «Lolita (trop jeune pour aimer)» | Пламондон Лавуа                  | Руссель                   | 4:17         |
| 3.                  | «On traverse un miroir»          | Миноке Лафонд                    | Нова                      | 4:36         |
| 4.                  | «Ma chambre»                     | Жан-Пьер Ферлан Даниэль Меркюр   | Руссель                   | 4:10         |
| 5.                  | «Jours de fièvre»                | Марне Руссель                    | Руссель                   | 5:12         |
| 6.                  | «D’abord, c’est quoi l’amour»    | Марне Трейси                     | Нова                      | 4:22         |
| 7.                  | «Ne partez pas sans moi»         | Атилла Шерефтуг Нелла Мартинетти | Шерефтуг Урс Петер Келлер | 3:07         |
| 8.                  | «Comme un cœur froid»            | Марне Руссель                    | Руссель                   | 5:10         |
| Общая длительность: | Общая длительность:              | Общая длительность:              | Общая длительность:       | 35:31        |

## Чарты
| Чарт (1987—1995)            | Позиция |
| --------------------------- | ------- |
| Бельгия/Валлония (Ultratop) | 65      |
| Квебек (ADISQ)              | 1       |

## Сертификации и продажи
| Регион                                                      | Сертификация  | Продажи  |
| ----------------------------------------------------------- | ------------- | -------- |
| Канада (Music Canada)                                       | 2× Платиновый | 200 000^ |
| Итого                                                       |               |          |
| Мир                                                         | —             | 500,000  |
| ^ Данные о тиражах приведены только на основе сертификации. |               |          |

## История релиза
| Region  | Date            | Label    | Format          | Catalog   |
| ------- | --------------- | -------- | --------------- | --------- |
| Канада  | 2 апреля 1987   | CBS      | CD              | WCK 80119 |
| Канада  | 2 апреля 1987   | CBS      | LP              | PFC 80119 |
| Канада  | 2 апреля 1987   | CBS      | Компакт-кассета | WCT 80119 |
| Франция | Сентябрь 1988   | Carrere  | CD              | 96600     |
| Франция | Сентябрь 1988   | Carrere  | LP              | 66600     |
| Франция | Сентябрь 1988   | Carrere  | Компакт-кассета | 76600     |
| Франция | 22 октября 1992 | Columbia | CD              | 472682 4  |
| Франция | 22 октября 1992 | Columbia | Компакт-кассета | 472682 2  |